# Gabriel Mena (Komponist)
Gabriel Mena (oft nur als Gabriel und auch als Gabriel de Texerana angesprochen, * um 1470; † 3. September 1528) war ein spanischer Dichter und Komponist des  15. und 16. Jahrhunderts. Er wirkte ab Beginn der 1510er Jahre (nachgewiesen ab 1511) als Kantor in der Kapelle Ferdinands II. von Aragon.

## Leben und Werk
Im Cancionero musical de Palacio sind 19 Werke Gabriels (explizit unter dem Namen „Gabriel“) – davon 18 mit Musik – aufgezeichnet. Im Cancionero general von Hernando del Castillo (Valencia 1511) ist ein Dichter namens „Gabriel el músico“ verzeichnet. Dieser ist mit sehr hoher Wahrscheinlichkeit mit dem Dichter und Musiker Gabriel Mena identisch.
Gabriel Menas überlieferte Werke sind Villancicos. Sie entsprechen in der modernen Edition des Cancionero musical de Palacio (Barcelona 1947–1951) von  Higini Anglès den Stücken mit den Nummern 110, 120, 132, 153, 168, 173, 182, 196, 201, 217, 234, 241, 254, 329, 347, 353, 396, 401 und 422. Einige dieser Stücke wie La bella malmaridada oder Aquella mora garrida haben regelrecht Volksliedcharakter. Mit diesen Villancicos gehört Gabriel Mena zu denjenigen Komponisten, die mit zahlreichen Stücken im Cancionero musical de Palacio vertreten sind. In der Biblioteca Central in Barcelona wird das dreistimmige Villancico Aquel pastorico, madre aufbewahrt.